# Sleep with Me
Pour plus de détails, voir Fiche technique et Distribution.
Sleep with Me est un film américain réalisé par Rory Kelly, sorti en 1994.

## Fiche technique
- Titre : Sleep with Me
- Réalisation : Rory Kelly
- Scénario : Duane Dell'Amico, Roger Hedden, Neal Jimenez, Joe Keenan, Rory Kelly et Michael Steinberg
- Production : Roger Hedden, Joel Kastelberg, Michael Steinberg, Eric Stoltz et Michael Mendelsohn
- Musique : David Lawrence
- Photographie : Andrzej Sekula
- Montage : David Moritz
- Pays d'origine : États-Unis
- Format : Couleurs - Dolby
- Genre : Comédie dramatique, romance
- Durée : 86 minutes
- Date de sortie : 1994

## Distribution
- Meg Tilly : Sarah
- Eric Stoltz : Joseph
- Craig Sheffer : Frank
- Lewis Arquette : Ministre
- Todd Field : Duane
- Thomas Gibson : Nigel
- Parker Posey : Athena
- Joey Lauren Adams : Lauren
- Vanessa Angel : Marianne
- June Lockhart : Caroline
- Adrienne Shelly : Pamela
- Quentin Tarantino : Sid